# My Mother's Wedding
My Mother's Wedding (tidigare benämnd North Star) är en amerikansk  dramaomedifilm som hade premiär på Toronto International Film Festival den 7 september 2023. Den är regisserad av Kristin Scott Thomas som även skrivit manus tillsammans med John Micklethwait.

## Handling
När tre systrar återvänder hem för sin mors tredje bröllop blossar gamla konflikter upp, och när hemligheter avslöjas och sår rivs upp, hjälper en excentrisk skara bröllopsgäster familjen att konfrontera det förflutna.

## Rollista (i urval)
- Scarlett Johansson - Katherine
- Sienna Miller - Victoria
- Emily Beecham - Georgina
- Kristin Scott Thomas - Diana
- Freida Pinto
- Thibault de Montalembert
- Sindhu Vee
- Joshua McGuire
- Mark Stanley
- Giulio Berruti
- Samson Kayo
- James Fleet
- Roger Ashton-Griffiths